# Штратцинг
Штратцинг (нем. Stratzing) — ярмарочная коммуна (Marktgemeinde) в Австрии, в федеральной земле Нижняя Австрия.
Входит в состав округа Кремс. Население — около 800 человек. Занимает площадь 5,84 км². Официальный код — 31347.

## Политическая ситуация
Бургомистр коммуны — Йозеф Шмид (АНП) по результатам выборов 2005 года.
Совет представителей коммуны (нем. Gemeinderat) состоит из 15 мест.
- АНП занимает 13 мест.
- СДПА занимает 2 места.